# Alper Gezeravcı
Alper Gezeravcı (Silifke, Mersin, 2 de dezembro de 1979) é um piloto militar e o primeiro astronauta turco. Ele voou para a Estação Espacial Internacional no dia 18 de janeiro de 2024, com a missão Axiom Mission 3 (ou Ax-3).

## Juventude
Ele nasceu em Silifke, Mersin, em uma família de ascendência Yörük.
O Coronel Alper Gezeravcı estava entre os soldados expulsos das Forças Armadas Turcas (TSK) em 2012 como parte da investigação sobre a conspiração de espionagem do Movimento Gülen em Izmir. Ele foi absolvido e inocentado em 2020, retornando posteriormente ao TSK.

## Carreira
A sua nomeação foi anunciada no final de abril de 2023 por Recep Tayyip Erdoğan. Gezeravcı passará 14 dias no espaço como parte da missão SpaceX Axiom Space-3, lançada em janeiro de 2024. Ele voou com outros três astronautas internacionais do Centro Espacial Kennedy a bordo de um Crew Dragon. Gezeravcı levou consigo a bandeira turca, fotos de família e alguns itens relacionados à cultura Yörük.
As primeiras palavras ditas por Alper Gezeravcı no espaço, em referência ao fundador da República da Turquia, Mustafa Kemal Atatürk, foram “O futuro está nos céus”.

Ele estudou engenharia eletrônica na Academia da Força Aérea Turca e também estudou no Instituto de Tecnologia da Força Aérea em Dayton, Ohio. É piloto da Força Aérea Turca, com 21 anos de experiência; ele voa F-16. 